# Francisco Franco de Sousa

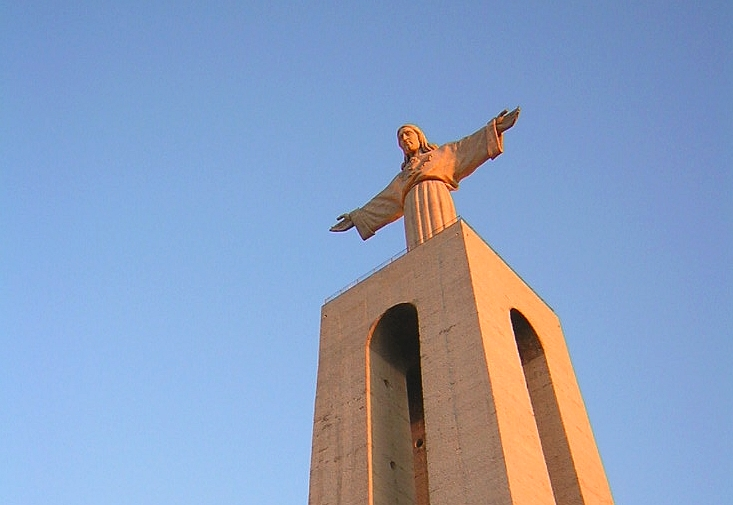
Cristo-Rei

Francisco Franco de Sousa (* 9. Oktober 1885 in Funchal, Madeira; † 15. Februar 1955 in Lissabon) war ein portugiesischer Bildhauer.
Franco studierte im ersten Jahrzehnt des 20. Jahrhunderts Kunst in Lissabon und in Paris. Nachdem er die Zeit des Ersten Weltkrieges in Portugal verbracht hatte, reiste er 1919 nach Rom, wo er sich überwiegend mit Zeichnungen, Gravuren und Kaltnadelradierungen beschäftigte. 

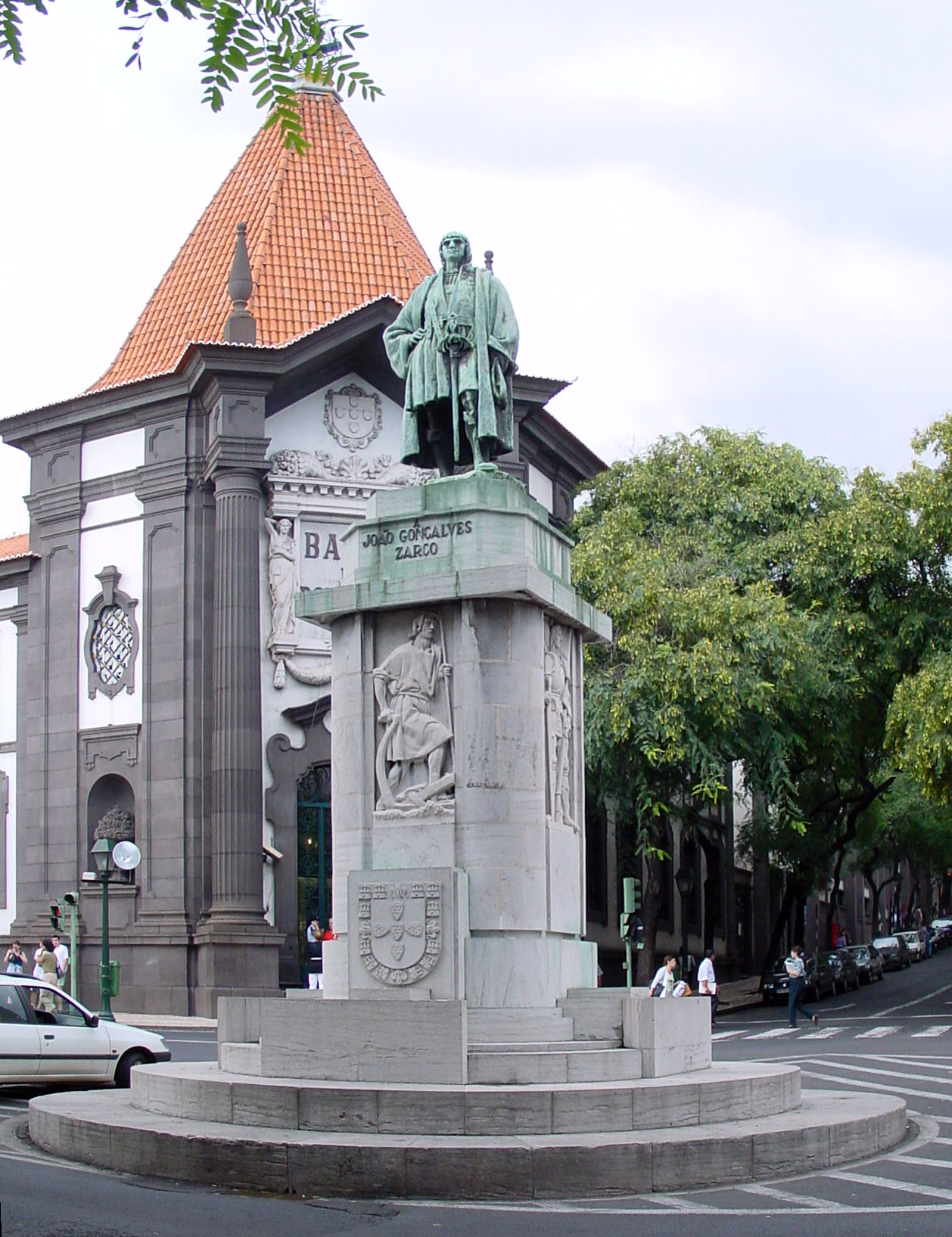
Die Zarco-Statue in Funchal

In den 20er Jahren wandte er sich der Bildhauerei zu. Aus dieser Zeit stammt unter anderem das Denkmal des Entdeckers João Gonçalves Zarco in Funchal. Sein bekanntestes Werk ist die Statue des Cristo-Rei in Almada.